# Indiana Jones és a kristálykoponya királysága
Az Indiana Jones és a kristálykoponya királysága (Indiana Jones and the Kingdom of the Crystal Skull) egy 2008-as amerikai kalandfilm, az Indiana Jones-sorozat negyedik része, Steven Spielberg rendezésében és George Lucas produkciójában. Tizenkilenc év telt el az előző epizód óta, ennek megfelelően idősödött a Harrison Ford által megformált főhős, s a cselekmény 1957-ben játszódik. A film megidézi a B-filmes science fiction-korszakot, miközben Indiana Jones szovjet ügynökökkel – élükön Irina Spalkóval (Cate Blanchett) – versengve kutatja az idegen eredetű kristálykoponya titkát. Indy oldalán ott van egykori szeretője, Marion Ravenwood (Karen Allen) és közös fiuk, Mutt Williams (Shia LaBeouf) is. A további szerepekben Ray Winstone, John Hurt és Jim Broadbent láthatók.
Jeb Stuart, Jeffrey Boam, Frank Darabont és Jeff Nathanson forgatókönyvírók mind előálltak egy-egy változattal a történetre, mielőtt David Koepp szkriptje minden érintettet meggyőzött. A forgatás 2007. június 18-án vette kezdetét Új-Mexikó, a Connecticutban található New Haven, Hawaii és a kaliforniai Fresno helyszínein, illetve Los Angeles-i stúdiókban. Hogy megmaradjon a folytatólagosság a korábbi epizódokkal, a stáb túlnyomórészt a hagyományos kaszkadőrmunkára hagyatkozott a számítógép-animációs dublőrök helyett, Janusz Kamiński operatőr pedig tanulmányozta Douglas Slocombe stílusát az első három filmen.
A reklámkampány erősen támaszkodott a közönség nosztalgiájára, így mind a négy filmet magában foglalta. A produkció iránti várakozást fokozta a titoktartás, aminek megszegéséért egy statisztától jogi elégtételt vettek a készítők, míg egy másik férfit a filmmel kapcsolatos különböző dokumentumokat tartalmazó számítógép eltulajdonításáért tartóztattak le.
Az Indiana Jones és a kristálykoponya királysága bemutatója világszerte nagyjából egy időben, 2008. május 22-én volt, s jelentős sikereket ért el, több mint 785 millió dolláros bevételre téve szert, amivel az év második legeredményesebb filmjévé vált. A kritikusoktól túlnyomó részt pozitív visszajelzéseket kapott, de a rajongói fogadtatás megosztott volt.

## Cselekmény
|  | Alább a cselekmény részletei következnek! |

1957, a nevadai sivatag. Irina Spalko vezetésével szovjet ügynökök konvoja érkezik az 51-es hangárnak nevezett létesítményhez, ahol arra kényszerítik Indiana Jonest, hogy találjon meg nekik egy bizonyos ládát az épületben, ami egy tíz évvel korábban, az új-mexikói Roswell környékén földbe csapódott földönkívüli lény maradványait őrzi. Mikor Jones szökést kísérel meg, régésztársa, George „Mac” McHale elárulja őt, s felfedi előtte, hogy a jól fizető oroszoknak dolgozik. A kalandornak végül sikerül kereket oldania a raktárból. Az egyik keménykötésű orosszal harcolva egy rakétaszánon száguld ki a sivatagba, majd egy atombomba-tesztelő területre téved, ahol a detonációt egy ólommal bevont hűtőgépbe bújva éli túl. Később Jones ráébred, hogy Mac árulása miatt őt is megfigyelés alá vonta az FBI. Visszatér a Marshall Főiskolára, ahol felajánlják neki a felmondást, hogy elkerülje az elbocsátást, ami az ellene folyó nyomozás következménye. Jones elutazni készül, mikor felbukkan egy Mutt Williams nevű fiatalember, aki közli vele, hogy régi kollégájának, Harold Oxley professzornak nyoma veszett Peruban, miután rábukkant egy kristályból készült koponyára.

Az összeomló templomból kialakul az űrhajó.

Peruban Jones és Mutt felfedezik, hogy Oxleyt a bolondokházába zárták, mígnem szovjet katonák elrabolták onnan. Egykori cellájában Indiana nyomokat talál Francisco de Orellana sírjának lelőhelyére vonatkozólag. A konkvisztádor az 1500-as években tűnt el, miközben Akatort, más néven Eldorádót kutatta. Jones megtalálja a kristálykoponyát, amit Oxley rejtett Orellana nyughelyére a Nazca-vonalaknál. A koponya megnyúlt, éppen olyan alakú, amilyennek az őslakosok saját koponyájukat formálták; a szovjetek úgy hiszik, e különleges tárgy földönkívüli életformától származik, s hatalmas szellemi erővel rendelkezik. A kommunisták foglyul ejtik Indyt és Muttot, s táborukba hurcolják őket, ahol szintén túszként tartják a megtébolyult Oxlelyt és Mutt anyját, Marion Ravenwoodot, aki közli Jonesszal, hogy Mutt az ő fia. A négyesfogatnak sikerül megszöknie fogvatartóiktól, akik azonban üldözőbe veszik őket. Katonai járművekkel szelik át a dzsungelt, éles küzdelmet vívva; Jones ártalmatlanítja a legtöbb katonát, Mutt pedig kardpárbajt vív Spalkóval. Dovcsenko ezredest, Spalko segédjét és még néhány oroszt óriáshangyák pusztítanak el. Indy, Mutt, Marion, Oxley és Mac, aki elárulja Jones-nak, hogy kettős ügynök, egy vakmerő húzással járművükkel az alant folyó vízbe hajtanak, majd három vízesés után megtalálják Akator templomát. Mind az öten belépnek az ősi építménybe, Mac azonban lopva jeleket hagy az oroszoknak.
Odabenn Jones a koponya segítségével kinyitja a sírkamra bejáratát. Tizenhárom, trónon ülő kristálycsontváz fogadja őket, közülük az egyik hiányzó fejjel. A szovjetek megérkeznek, Mac pedig újfent átveri Jonest, közölvén, hogy hazudott kettős ügynök mivoltáról. Spalko a csontvázra helyezi a koponyát, ami ekkor kommunikálni kezd az emberekkel Oxleyn keresztül, ősi maja dialektusban. Jones úgy fordítja le a szavakat, hogy az idegenek egy nagy ajándékot szeretnének átadni. Spalko követeli a mindentudást, a koponyák pedig a mérhetetlen ismereteket a szemeibe sugározzák, amitől a nő teste rázkódni kezd. Egy párhuzamos dimenzió kapuja nyílik meg a terem plafonján, mialatt Oxley visszanyeri eszét, s elmagyarázza, hogy az idegenek interdimenzionális teremtmények, akik egykor átadták fejlett tudományukat a majáknak. Indy, Mutt, Marion és Oxley kimenekülnek az omladozó templomból, de a kincseket gyűjtögető Mac-et néhány orosz katonával együtt magába szippantja a portál. A tizenhárom csontváz egyetlen idegen lénnyé formálódik, ami tovább áramoltatja a tudást Spalkóba. Mindez azonban felemészti az ügynököt, s teste semmivé lesz, porait pedig magába vonzza az örvénylő átjáró. A templom a földdel válik egyenlővé, s egy hatalmas repülő csészealj emelkedik ki belőle, majd egy szempillantás alatt eltűnik.
Hazaérve Jones dékánsegéd lesz a főiskolán és feleségül veszi Mariont.
|  | Itt a vége a cselekmény részletezésének! |

## Szereplők

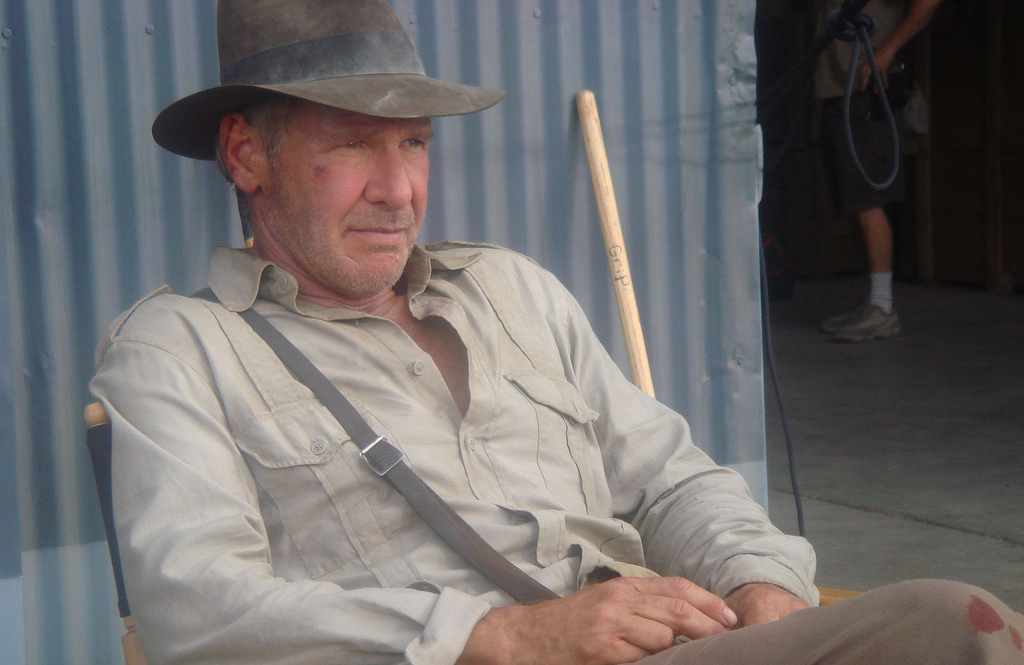
Harrison Ford a forgatási szünetben

- Harrison Ford mint Dr. Henry „Indiana” Jones Jr. (magyar hangja Csernák János[4]): Felkészülésképpen szerepére, a 64 éves Ford napi három órát töltött edzőteremben, két héten át gyakorolt az ostorral[5] és magas proteintartalmú halas-zöldséges diétát követett.[6] A színész ettől függetlenül is kondícióban tartotta magát a legutolsó film óta, egy újabb epizódot remélve.[7] Számos kaszkadőrjelenetét maga hajtotta végre, mivel a kaszkadőrtechnológia sokkal biztonságosabbá vált 1989 óta, s emellett úgy érezte, ez segítségére volt játékában.[8] Így vélekedik: „Indiana Jones titka nem a fiatalságában, hanem a képzelőerejében, a leleményességében rejlik. Fizikuma nagy részét alkotja ennek, különösen ha szorult helyzetekből menekül. De ez nem csak a verekedésekről és a leesésekről szól. Az akcióknál az a célom, hogy a nézők a szereplő arcát nézzék, ne egy kaszkadőrt hátulról. Remélem ez így is marad, akármilyen öreg is leszek.”[9] Ford szerint a szerep elvállalása hozzájárul ahhoz, hogy az amerikai kultúra kevésbé legyen paranoid az öregedéssel kapcsolatban (nem volt hajlandó befestetni haját), mivel egy családi moziról van szó: „Ez a film nincs beszorítva [a fiatal] társadalmi szegmensnek, kormeghatározott csoportnak […] Jó esélyünk van rá, hogy áttörjünk a filmek demográfiai korlátait.”[8] Megkérte rá Koepp-et, hogy több utalás legyen a forgatókönyvben a korára.[10] Spielberg véleménye az, hogy Ford nem öregedett ki Indiana szerepéből: „Mikor egy fickó ennyivel idősebb lesz és még mindig állja az ütéseket, s továbbra is ugyanolyan gyorsan fut és ugyanolyan magasra mászik fel, egy kicsit nehezebben fog lélegezni a díszletek sarkában. Én úgy éreztem, Szórakozzunk kicsit el ezzel. Ne rejtsük véka alá.”[11] Spielberg felidézte a frigyláda egyik sorát: „Nem az évek tették, a kilométerek”,[11] s elmondása szerint nem vélt felfedezni különbséget Az utolsó kereszteslovagbéli és A kristálykoponya királyságabéli Ford között a forgatáson.[12]
- Shia LaBeouf mint Henry „Mutt” Williams (magyar hangja Hamvas Dániel[4]): Lázadó szellemű, motorkerékpáros fiatalember, Indiana fia és egyben segítőtársa. Indiana Jones gyermekének ötlete Az ifjú Indiana Jones kalandjaiban merült fel először, amiben a kalandornak egy lánya volt.[13] A kristálykoponya királysága fejlesztése során az elképzelés belekerült Frank Darabont szkriptjébe, amiben Indynek és Marionnak egy 13 éves lánya van. Azonban Spielberg úgy találta, ez túl hasonló Az elveszett világ: Jurassic Park felállásához, így fiú lett a lányból.[14] Koepp a szereplő megalkotását Jeff Nathansonnak és Lucasnak tulajdonítja.[10] Koepp okostojásnak képzelte el Muttot, de Lucas ellenvetett, azzal magyarázva, hogy a szereplőnek Marlon Brandóra kell emlékeztetnie A vadból. „Azt kell megtestesítenie, amit Indiana Jones apja gondolt fiáról – az átok apáról fiúra száll –, mindazt, amit egy apa ki nem állhat.”[14] LaBeouf volt Spielberg első és egyetlen választása a szerepre, mert tetszett neki alakítása a Stanley, a szerencse fiában.[5][15] Az ifjú színész nagyon izgatottá vált a gondolattól, hogy egy Indiana Jones-filmben játszhat, így a forgatókönyv elolvasása nélkül írta alá a szerződést, nem tudván semmit szerepéről.[16] Edzést folytatott a feladathoz, amivel közel hét kiló izomra tett szert,[17] s ezen felül folyamatosan újranézte a korábbi filmeket, hogy beleélhesse magát a közegbe.[18] Emellett a Tábladzsungel, a Haragban a világgal és A vad című alkotásokat is segítségül hívta a karakter gondolkodásmódját alakítandó, magáévá téve ezen filmek szereplőinek modorát és szavait, ezek között is például a rugós kés fegyverként való használatát.[19] LaBeouf meghúzta a csípőforgóját, miközben a Mutt és Spalko között zajló párbajjelenetet vették fel; ez volt az első sérülése karrierjében.[20]
- Cate Blanchett mint Irina Spalko (magyar hangja Für Anikó[4]): Megátalkodott orosz ügynök, aki David Koepp tollából származik.[10] Frank Marshall közlése szerint Spalko folytatja azon hagyományt, hogy Indiana szeretem-gyűlölöm kapcsolatba keveredik „minden egyes nővel, akivel szembetalálkozik”.[21] Blanchett szeretett volna eljátszani egy gonosztevőt „már pár éve”, s élvezettel vált részesévé az Indiana Jones-mítosznak, lévén kedvelte a korábbi részeket.[22] Spielberg dicsérő szóval illette Blanchettet mint „az álcázás mesterét”, s a kedvenc Indiana Jones-gonosztevőjének tartja, mivel Spalko karakterisztikájának jelentős részével a színésznő maga állt elő.[11] A szereplő frizurája is Blanchett ötlete volt, a zord tekintet és viselkedés pedig Rosa Klebbet idézi meg az Oroszországból szeretettel című James Bond-filmből.[23] A színésznő megtanult vívni a szerep kedvéért, azonban a forgatás alatt Spielberg úgy döntött, „karatés vagdalkozásos” képességekkel is felruházza Spalkót.[24] LaBeouf úgy emlékszik vissza, Blanchett amolyan nehezen megfogható volt a munkálatok alatt, Ford pedig meglepett volt, mikor jelmez nélkül találkozott vele a forgatáson. Megjegyezte, „Nem volt a viselkedésének olyan aspektusa, ami ne lett volna egybevágó az általa játszott bizarr személyiséggel.”[8]
- Karen Allen mint Marion Ravenwood (magyar hangja Vándor Éva[4]): Visszatérő szereplő Az elveszett frigyláda fosztogatóiból, aki férje után a Marion Williams nevet viseli. Frank Darabont forgatókönyve vetette fel a szereplő visszatérésének ötletét.[14] Allennek nem volt tudomása róla, hogy Marion szerepel a forgatókönyvben, mígnem Spielberg felhívta őt 2007 januárjában azzal, hogy „Immáron hivatalos! Megcsináljuk az Indiana Jones 4-et! És az van, hogy benne vagy!”[25] Ford úgy nyilatkozott, Allen egyike azoknak, akikkel „a legkönnyebb együtt dolgozni azok közül, akiket valaha ismertem. Teljesen önálló nő, s ez része a szerepének is. Saját elbűvölősége adja a karakter elbűvölőségét. És megint csak, ez nem egy korfüggő dolog. Ez a spirituszával és a természetével áll összefüggésben.”[8] Allen ezúttal könnyebbnek találta Forddal a munkát, szemben az első résszel, amikor lassacskán barátkozott össze a zárkózott színésszel.[26]
- Ray Winstone mint George „Mac” McHale (magyar hangja Besenczi Árpád): Brit ügynök, aki Jonesszal dolgozott a második világháborúban, ám most az oroszok szolgálatában áll, anyagi problémáiból kifolyólag. A szereplő egyfajta csavarja Sallahnak és René Belloqnak is egyszerre – Jones barátjának, illetve ellenségének az első részből.[27] Spielberg úgy találta, Winstone „az egyik legbriliánsabb színész manapság”, miután látta a Szexi dögöt.[24] Winstone-nak elszakadt a combhajlító izma a forgatás alatt. „Egyre kapom ezeket az akciójeleneteket ahogy öregszem” – jegyezte meg.[28] Winstone szerette volna látni a forgatókönyvet, mielőtt elkötelezi magát a filmhez.[29] Egy interjúban elmondta, erre úgy nyílt lehetősége, hogy egy futár kiszállította neki, megvárta, míg a elolvassa, majd visszatért vele az Egyesült Államokba. Ragaszkodásáról a szkripthez Winston így nyilatkozott: „Ha benne leszek, benne akarok lenni.” Ő javasolta Spielbergnek, hogy Mac kettős ügynöknek tettesse magát.[30] Elmondása szerint annyira nagy gondot fordítottak a titoktartásra, hogy a forgatás végeztével is vissza kellett szolgáltatnia a könyvet. Később azonban kapott egy példányt, amit megtarthatott.[31]
- John Hurt mint Harold Oxley (magyar hangja Harsányi Gábor): Jones régi barátja, akivel 1937-ben elveszítette a kapcsolatot. Fél évvel a film eseményei előtt felfedezte a kristálykoponyát, ami elvette az eszét, és azt parancsolta neki, hogy juttassa vissza Akatorba. Frank Darabont ajánlotta Hurtöt, mikor a szkripten dolgozott.[32] A szereplőt Ben Gunn inspirálta A kincses szigetből.[24] Hurt szerette volna elolvasni a forgatókönyvet, mielőtt leszerződik, ellentétben a többi színésszel, akik azért vállalták, „mert Steven – tudod, az Isten – csinálja. Én azt mondtam, Nos, nekem kell némi előismeret még ha maga Isten rendezi is. Úgyhogy küldtek egy futárt a szkripttel Los Angelesből, aki délután háromkor adta át nekem Londonban, majd visszavette este nyolckor, s másnap visszarepült Los Angelesbe.” Hurt csak a film második felében tűnik fel.[33]
- Jim Broadbent mint Charles Stanforth (magyar hangja Szokolay Ottó): Jones akadémikus kollégája és barátja, a Marshall College dékánja. Broadbent karaktere Marcus Brodyt helyettesíti, mivel a Brodyt játszó Denholm Elliott 1992-ben meghalt.[24] Előtte való tisztelgésként az alkotók elhelyezték a szereplő portréját, fényképét és szobrát is a Marshall College díszletében.[34]
- Igor Jijikine mint Dovcsenko ezredes (magyar hangja Tokaji Csaba): A szereplő a Pat Roach által játszott keménykötésű állandó rosszfiút idézi meg. Roach 2004-ben meghalt.[24]

Alan Dale Ross tábornok szerepében tűnik fel, aki tisztázza Indianát az új-mexikói incidenst követően. Andrew Divoff és Pavel Licsnikoff orosz katonákat alakítanak. Spielberg az orosz nyelvet beszélő színészeket szerződtetett az orosz katonák szerepére, hogy akcentusuk autentikus legyen. Dmitrij Diatcsenko játssza Spalko jobbkezét, aki megvív Jonesszal a Marshall College-on. Diatcsenko 110 kiló fölé edzette súlyát, hogy fenyegetőbb legyen a megjelenése. Szerepe eredetileg csak tíz napnyi forgatást igényelt volna, azonban az összecsapás-jelenet forgatása közben Ford véletlenül megütötte az állát, s Spielbergnek megtetszett Diatcsenko mókás reakciója, így megnövelte munkáját három hónapnyira.
Sean Connery visszautasította a cameo-megjelenést idősebb Henry Jonesként, mivel élvezi a nyugdíjaslétet. Lucas azt állította utólag, jobb is, hogy Connery nem bukkan fel rövid időre, mert a közönséget csalódás érné, ha nem folyna bele a film kalandjaiba a továbbiakban. Ford tréfálkozva megjegyezte, „Elég öreg vagyok hozzá, hogy ebben én játsszam az apámat is.” Connery később tetszését fejezte ki a filmmel kapcsolatban, így nyilatkozva róla: „elég jó és elég hosszú.”

## Háttér

### A forgatókönyv
Az 1970-es évek végén George Lucas és Steven Spielbeg öt Indiana Jones-filmről szóló szerződést írt alá a Paramount Picturesszel. Az Indiana Jones és az utolsó kereszteslovag 1989-es bemutatóját követően Lucas a befejezés mellett döntött, mivel nem jutott eszébe olyan alapötlet, ami megfelelő lehetett volna egy következő részhez, így ehelyett Az ifjú Indiana Jones kalandjaiban vizsgálta tovább a karaktert, fiatal éveiben. Harrison Ford eljátszotta Indianát az egyik epizódban, az 1920-as évekbeli, chicagói kalandjait narrálva. Miután leforgatták a Ford a színész jeleneteit 1992 decemberében, Lucas új lehetőségeket fedezett fel egy idősebb Jonesban, az 1950-es évekbe helyezve. Egy új film megidézhetné az 1950-es évek B-mozijait, űrlényekkel a cselekmény mozgatórugójaként.
Ford tetszését nem nyerte el az új megközelítés; „Egy ilyen Steve Spielberg-moziban én nem leszek benne”, közölte Lucasszal. Spielberg maga, aki már foglalkozott korábban idegenekkel a Harmadik típusú találkozások és az E.T., a földönkívüli című filmjeiben, is tartózkodónak bizonyult. Lucas történetéből Jeb Stuart írt forgatókönyvet 1993 októbere és 1994 májusa között. Lucas szerette volna, ha Indiana megnősül, s így az idősebb Henry Jones visszatér, hogy megtudja, fia boldog-e azzal, amit elért. Miután tudomására jutott, hogy Joszif Sztálint érdekelte a pszichikai hadviselés, Lucas úgy döntött, az oroszok képviselik majd az ellenfeleket, az űrlényeknek pedig pszichikai hatalmuk lesz. Stuart következő vázlatát követően Lucas felkérte Jeffrey Boamot, Az utolsó kereszteslovag íróját újabb három verzió elkészítésére; az utolsó 1996 márciusára öltött formát. Három hónappal később azonban bemutatták A függetlenség napját, s Spielberg közölte Lucasszal, hogy nem szándékozik egy újabb inváziós filmet csinálni. Lucas úgy döntött, a Star Wars-előzményekre koncentrál.

Indiana Jones and the Saucer Men from Mars forgatókönyv Jeb Stuart tollából, 1995. február 20-áról:
A szkript második vázlatának prológusa 1949-ben, Borneóban játszódik, amikor is Indiana megkéri Dr. Elaine McGregor kezét, miután kalózokkal számolt le. A nő otthagyja az oltárnál, mivel a kormány a segítségét kéri egy idegen eredetű, egyiptomi, maja és szanszkrit írással borított henger dekódolásában Új-Mexikóban. Indiana követi menyasszonyát, miközben oroszokkal és földönkívüliekkel küzd meg a hengerért.
A forgatókönyvben helyet kaptak marabunta hangyák és egy rakétaszános verekedés is, illetve az, hogy Indiana úgy él túl egy atomrobbanást, hogy hűtőbe zárja magát; tetőpontként pedig megütközik az amerikai hadsereg a repülő csészealjakkal. Idősebb Henry Jones, Picúr, Sallah, Marion és Willie mind felbukkannak Indiana és Elaine esküvőjén. Indiana mindemellett az OSS korábbi ezredeseként szerepel.

2000-re Spielberg személyes érdeklődése is új erőre kapott fia kérdése által, hogy mikor kerül a mozikba a következő Indiana Jones-film. Ugyanebben az évben Ford, Lucas, Spielberg, Frank Marshall és Kathleen Kennedy találkozott az Amerikai Filmintézet Ford tiszteletére adott rendezvényén, s úgy határoztak, ismét élvezni akarják egy Indiana Jones-film készítését: Spielberg emellett kikapcsolódásnak fogta fel a visszatérést a sorozathoz a több komoly témájú filmje után. Lucas meggyőzte Spielberget az idegenes sztorivonalról, mondván, „földönkívüliek” helyett „interdimenzionális” lényekként jelenítik meg őket; ezen elképzelést a húrelméletből merítették. Megtárgyalták az idegen lényeket magában foglaló B-film központi ötletét, s Lucas a kristálykoponyát vetette fel kiindulópontnak; ugyanannyira érdekfeszítőnek vélte, mint a szövetség ládáját. Akkor kezdte érdekelni e tárgy témaköre, mikor Az ifjú Indiana Jones kalandjain dolgozott, s szerette is volna szerepeltetni a sorozatban, még mielőtt törölték azt a műsorról. M. Night Shyamalant kérték fel a forgatókönyv megírására, s 2002-es forgatást céloztak meg, azonban Shyamalan túl nagy tehernek érezte folytatást írni az általa nagyon kedvelt Az elveszett frigyláda fosztogatóihoz, s azt állította, nehéz lenne számára Fordot, Spielberget és Lucast is megnyerni. Ezt követően Stephen Gaghant és Tom Stoppardot is megkeresték.
2002 májusában Frank Darabontot bízták meg, aki korábban már dolgozott Az ifjú Indiana Jones kalandjain. Az forgatókönyve, melynek címe Indiana Jones és az istenek városa volt, az '50-es években játszódott, exnácikkal Jones nyomában. Spielberg ezen ötletét valós személyek inspirálták, úgymint az argentin Juan Perón, aki védelmezte a náci háborús bűnösöket. Darabont szerint Spielbergnek tetszett a munkája, ám Lucasnak voltak kivetnivalói, így maga vette kézbe az írást. Ő és Spielberg belátták, hogy az '50-es évekbeli színtérben nem lehet figyelmen kívül hagyni a hidegháborút, s az oroszok sokkal hihetőbb ellenségek lennének. A rendező úgy érezte, nem tudna viccelődni a nácikkal a Schindler listáját követően, s Ford szerint is „A nácikat már teljesen kifacsartuk.”
Jeff Nathanson 2004 augusztusában találkozott Spielberggel és Lucasszal, s 2005 októberében, illetve novemberében mutatta be nekik Az atomhangyák címet viselő új vázlatokat. Innentől David Koepp folytatta a munkát, a maga szkriptjének a Világok pusztítója címet adva, J. Robert Oppenheimer idézetéből kölcsönözve. Eztán A kristálykoponya királysága változat merült fel, mivel Spielberg ezt hívogatóbbnak találta, s meg is nevezte a központi elemet. A „királyság” részhez Lucas ragaszkodott. Koepp „elmés [cím]ötlete” volt még az Indiana Jones és Indiana Jones fia, míg Spielbergben felötlött, hogy a cím The Mysterians-nek nevezze az idegeneket, azonban ezt elvetette, miután eszébe jutott, hogy létezik egy film ezen a címen. A film „szerelmi dialógjairól” Koepp Lawrence Kasdannel, a frigyláda írójával konzultált.

### A forgatás

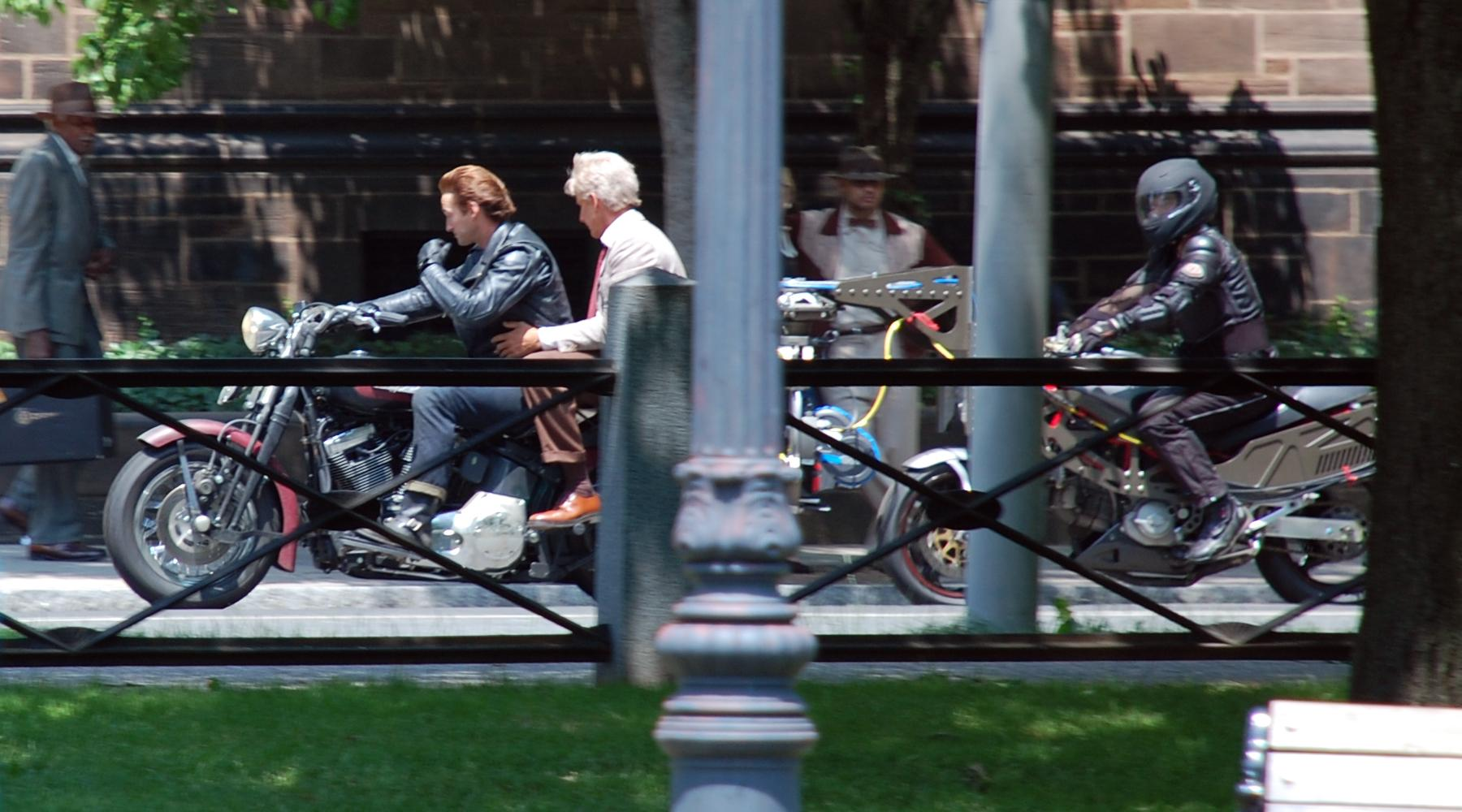
Harrison Ford és Shia LaBeouf dublőrjei a film 2007-es forgatásán, a connecticuti New Haven-ben.

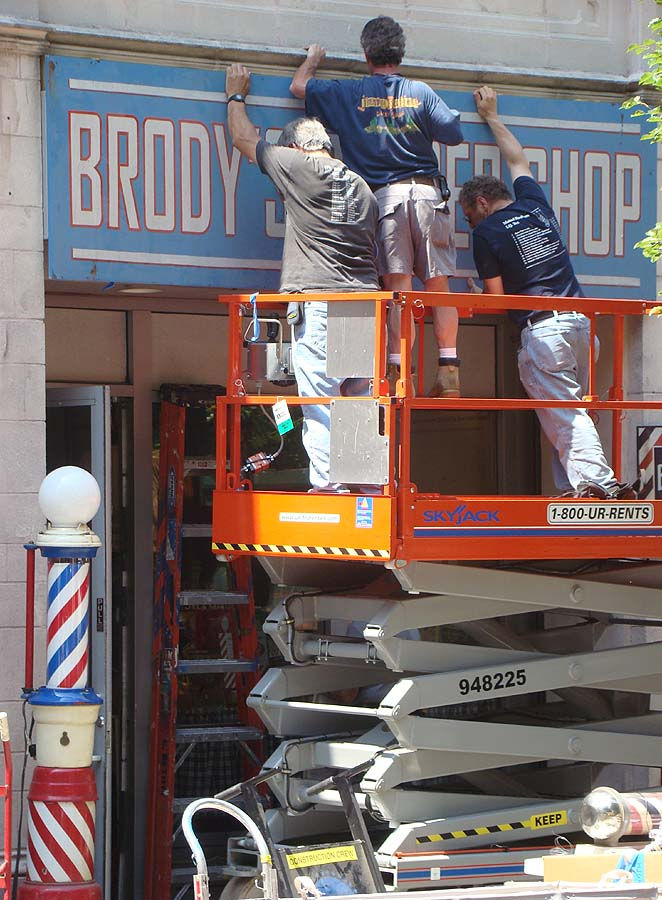
A stáb New Haven belvárosában egy az 1950-es években játszódó jelenethez alakítja át egy bolt épületének bejáratát

Az előző részektől eltérően, Spielberg kizárólag az Egyesült Államokban vette fel a filmet, mivel nem akart távol lenni családjától. A forgatás 2007. június 18-án vette kezdetét az új-mexikói Demingben. Egy az Indiana Jones képzeletbeli munkahelyén, a Marshall College-on játszódó, nagyszabású üldözési jelenetet június 28. és július 7. között rögzítettek a Yale Egyetemen, a Connecticut államban fekvő New Havenben (ahol Spielberg Theo fia tanul).
Ezt követően a perui dzsungel jelenetei kerültek sorra Hilón, Hawaii második legnagyobb városában, s egészen augusztusig itt folyt a munka. A Waterworld óta A kristálykoponya királysága a legnagyobb film, amit az államban forgattak, s a becslések szerint 22 és 45 millió dollár közötti összeggel járult hozzá a helyi gazdasághoz. Egy érkező hurrikán miatt Spielberg nem tudott felvenni egy vízesésnél tervezett küzdelmet, ezért a másodstábot Brazíliába küldte, hogy felvételeket készítsenek az Iguazú-vízesésről, amiket aztán digitálisan beépítettek a Universal stúdióiban felvett harcba.
A film felét tervezték a következő öt Los Angeles-i stúdióban rögzíteni: Downey, Sony, Warner Bros., Paramount és Universal. 2007. október 11-én a stáb a Kalifornia állambeli Fresnóba költözött, ahol a Chandler Field a Mexikóvárosi nemzetközi repteret helyettesítette. Miután október 12-én végeztek a Chandler reptérről és egy DC-3-asról készített légifelvételekkel, a forgatás véget ért. Noha Spielberg az első vágást megnézve úgy találta, nincs szükség pótfelvételekre, végül egy megalapozó beállításra sor került 2008. február 29-én, Pasadenában, Kaliforniában.

### Látványtervezés
Spielberg és Janusz Kamiński, aki a rendező állandó operatőre az 1993-as Schindler listája óta, újranézték a korábbi részeket, hogy tanulmányozzák Douglas Slocombe, az eredeti operatőr stílusát. „Nem akartam, hogy Janusz modernizáljon és a 21. századba hozzon minket,” magyarázta Spielberg. „Továbbra is olyan megvilágítási stílust akartam, ami nem tér el Doug Slocombe munkájától, ami azt jelentette, hogy Janusznak és nekem is túl kellett lépnünk büszkeségünkön. Janusznak igazodnia kellett egy másik operatőr elképzeléseihez, nekem pedig egy fiatalabb rendezőhöz, akitől továbbálltam az elmúlt közel két évtizedben.” Spielberg el akarta kerülni az akciójelenetek gyorsvágását is, inkább a forgatókönyvre, mint a gyors iramra támaszkodva, s 2002-ben megerősítette, hogy nem szándékozik digitálisan forgatni a filmet, olyan formátumon, amit Lucas magáévá tett utóbbi munkáiban. Lucas szerint az új film, „Úgy néz ki, mintha három évvel Az utolsó kereszteslovag után készült volna. Az emberek, a kinézete, minden. Sosem mondanád meg, hogy 20 év telt el a két forgatás között.” Kamiński, egymás után végignézve a három korábbi filmet, úgy nyilatkozott, elképesztőnek találta, mennyit fejlődött technológiájában részről részre a trilógia, s ennek ellenére egységes, sosem túl világos vagy sötét a megvilágításuk.
2004 végén, a Világok harca forgatása alatt Spielberg találkozott Vic Armstrong kaszkadőr-koordinátorral, aki Ford dublőre volt az első három filmben, hogy megbeszéljen vele három akciójelenetet, amit elképzelt. Azonban A kristálykoponya királysága forgatása idején Armstrong éppen A múmia: A Sárkánycsászár sírja című filmen dolgozott, így helyette Dan Bradleyt kérték fel a feladatra. Bradley és Spielberg previzualizációs anyagot használtak minden akciójelenethez, kivéve a Marshall College-i motorbiciklis üldözést, mivel ennek ötlete az animátorok munkájának befejezte után merült fel. Bradley így hagyományos sztoribordokat rajzolt, s szabad kezet kapott a dramaturgiája megalkotásában, akárcsak Michael D. Moore másodstáb-rendező Az elveszett frigyláda fosztogatói esetében a furgonos üldözés felvételekor. Spielberg rögtönzéshez is folyamodott a forgatáson, így például megváltoztatta Mutt és Spalko párbajának helyszínét: a földről a járművek tetejére.
A frigyláda feltűnik egy törött ládában az 51-es hangárban a nyitójelenet sor. A Lucasfilm ugyanazt a kelléket használta, amit Az elveszett frigyláda fosztogatóiban. Őröket béreltek fel a rendkívül keresett filmes relikvia őrzésére arra napra, amikor használták a forgatáson.

### Az effektek
Frank Marshall 2003-ban nyilatkozta azt, hogy a film kevésbé fog a CGI-re támaszkodni, mint inkább a hagyományos speciális effektekre és kaszkadőrmunkára, s így következetes lesz a trilógiával. CGI-t a kaszkadőrjeleneteknél használtak a színészek tartóköteleinek eltávolításához (például mikor Indiana egy lámpán leng ostorával). Időzített robbanóanyagot alkalmaztak ahhoz a szekvenciához, melyben Indiana áthajt a falon egy furgonnal; a felvétel meglehetősen veszélyesnek bizonyult, mivel az egyik robbanószer nem lépett működésbe és a Ford melletti ülőhelyen landolt. Működésbe azonban nem lépett, így a színész nem sérült meg.
Steven Spielberg a munkálatok megkezdése előtt kijelentette, hogy kevés számítógép-animációs trükköt vetnek be, hogy konzisztens legyen a technológiai megvalósítás a korábbi részekkel. A forgatás során azonban jelentősen nőtt a CGI-munka az eredeti elképzelésekhez képest, mivel sok esetben praktikusabb megoldásnak bizonyult. Végül hozzávetőleg 450 CGI-felvétel jutott a filmbe, a komputer alkotta háttereket tartalmazó felvételek pedig az összes 30%-át teszik ki. Spielberg kezdetben azt akarta, hogy az ecsetvonások látszódjanak a díszleteken, hogy egybevágjon az előző részek effektjeivel, de ezt végül mégis elvetette. A forgatókönyv megkövetelt egy sűrű dzsungelt is egy üldözési jelenethez, ám ennek megvalósítását nem ítélték biztonságosnak, így jelentős munkát végeztek rajta az animátorok. Pablo Helman vizuális effekt supervisor Brazíliába és Argentínába utazott, hogy az ott készített fényképei elemeit később beépíthessék a film végső képeibe. Az Industrial Light and Magic ezután létrehozott egy virtuális dzsungelt, Amazóniáéhoz hasonló földrajzzal.
Az idegen lények és a repülő csészealj megjelenése állandóan változott. Spielberg szerette volna, ha a lények szürke ufókra emlékeztetnek, s visszautasította olyan verziókat, amiben a hajó „túl harmadik típusúnak” hatott. Christian Alzmann művészeti rendező az esztétikai szempontból „számos régi B-filmes designt szemügyre vettünk – egyúttal igyekeztünk kinézetüket valóságosabbra és karakteresebbre venni, hogy passzoljon az Indy-univerzumhoz.” További segítséget nyújtottak a vizuális effekteken dolgozóknak a nukleáris tesztekről készült kormányhivatali szalagok és prérikutyákról készült felvételek.

### A zene
John Williams 2007 októberében kezdett el dolgozni a kísérőzenén; a tíz napot igénybevevő felvételek 2008. március 6-án fejeződtek be a Sony Pictures Studiosban. Williams így kommentálta ismételt munkáját az Indiana Jones-világban: „olyan, mint leülni és befejezni egy levelet, amit 25 évvel ezelőtt kezdtél el.” Felhasználta korábbról Indiana főtémáját, illetve Marionét az első részből, s öt újat komponált Muttnak, Spalkónak és a koponyának. A filmzenében hallgató a kontinuum hangszer is, amit gyakrabban használnak hangeffektekhez, mint zenéhez. A Concord Music Group 2008. május 20-án dobja piacra az albumot.

## Bemutató
Az Indiana Jones és a kristálykoponya királysága első vetítése 2008. május 18-án volt a cannes-i filmfesztiválon, majd világszerte a mozikba került május 22-én. Az 1982-es E.T., a földönkívüli óta ez az első Spielberg-film, melynek premierje Cannes-ban kapott helyet. Az Egyesült Államokban több mint 4200 filmszínház tűzte műsorára, s világszerte 25 nyelvre szinkronizálták, köztük magyarra is. Több mint 12 ezer kópia került forgalomba, ami a Paramount történetében a legnagyobb ilyen számadat. Annak ellenére, hogy Spielberg ragaszkodik hozzá, hogy filmjei csak hagyományos módon kerüljenek a mozikba, a Paramount úgy döntött, digitális felszereltségű filmszínházakban is játszani fogják, azon elképzelés részeként, melynek keretében 10 ezer amerikai mozit igyekeznek a formátumra kompatibilissé tenni.

### Titkosított munkálatok
Frank Marshall megjegyezte, „Az információ korában a titoktartás komoly kihívást jelent. […] Az emberek mondogatták is, 'Tiszteletben fogjuk tartani Steven elképzeléseit'.” A rajongók az interneten alapos vizsgálat alá vetettek számtalan fotót és a Lego a filmhez kapcsolódó játékszettjeit a cselekmény részleteinek megismerésének reményében; Spielberg életrajz-írója, Ian Freer azt írta: „Hogy miről is szól tulajdonképpen az Indy 4, az 2007/08 nagy kulturális találós kérdésévé lett. Mégis, azt kell, hogy mondjam, van valami üdítő abban, hogy kábé tíz hétre vagyunk egy gigászi blockbustertől és közel semmit sem tudunk róla.” A forgatás során a film címe után nyomozgató rajongók félrevezetése végett öt álcímet regisztráltattak a készítők az Amerikai Filmszövetséggel, ezek: The City of Gods (Az istenek városa), The Destroyer of Worlds (A világok pusztítója), The Fourth Corner of the Earth (A Föld negyedik szeglete), The Lost City of Gold (Az elveszett aranyváros) és The Quest for the Covenant (A Szövetség nyomában). Lucas és Spielberg szerette volna Karen Allen visszatértét is titokban tartani a film bemutatójáig, azonban végül a megerősítése mellett döntöttek a 2007-es Comic-Conon.
Tyler Nelson, a film egyik statisztája megsértette a titoktartási egyezményt egy a The Edmond Sunnak adott interjúban 2007. szeptember 17-én; az esetet felkapta a média is. Nelson kérésére az újság később levette a cikket weboldaláról. 2007. október 2-án a legfelsőbb bíróság úgy határozott, hogy Nelson tudatosan sértett szerződést. A megállapodás részleteit nem fedték fel. Több forgatási fotót és a film költségvetésére vonatkozó fontos iratokat is eltulajdonítottak Spielberg produkciós irodájából. A Los Angeles-i Megyei Seriffhivatalt egy webmester figyelmeztette, hogy a tolvaj feltehetőleg megpróbálja az interneten eladni a képeket. 2007. október 4-én a 37 éves Roderick Eric Davist letartóztatták. A férfi bűnösnek vallotta magát két rendbeli bűncselekmény vádjában, s két év, négy hónap letöltendő börtönbüntetésre ítélték.

### Marketing
Howard Roffman, a Lucas Licensing elnöke elmondta, hogy a filmet nagy marketingkampány fogja kísérni, lévén „tizenkilenc év telt el az utolsó film óta, s úgy érezzük, felfokozódott a kereslet mindenre, ami Indy”. A Paramount legalább 150 millió dollárt költött a film promotálására. A rajongók mellett a filmnek meg kellett szólítania a fiatalabb közönséget is. Licencszerződés jött létre a film kapcsán az Expediával, a Dr Pepperrel, a Burger Kinggel, az M&M'sszel és a Lunchablesszel. A Paramount szponzorálta Marco Andretti autóját a 92. Indy 500-ason, a pilóta öltözékét pedig úgy tervezték meg, hogy emlékeztessen Indiana Jones jelmezére. A forgalmazó az M&M'sszel közösen szponzorálta a #18 Joe Gibbs Racing Toyotát, Kyle Busch NASCAR-versenyzővel a volán mögött a 2008-as Dodge Challenger 500-as futamán a Darlington Racewayen. Busch és a #18 csapata megnyerte a versenyt és Indiana Jonesszal az autón hajtottak a victory lane-be. A film bemutatójának apropóján Frank Marshall producer és az UNESCO együtt népszerűsítette a világ világörökségi helyszíneit.
A bostoni székhelyű Creative Pilot dizájn-stúdió tervezte meg a film kapcsolt termékeinek csomagolását, ami Drew Struzan eredeti illusztrációit egybegyúrja „egy friss, új megjelenéssel, ami az ostor és egy térkép mellett egzotikus hieroglifa-motívumokat is prezentál.” A Hasbro, a Lego, a Sideshow Collectibles, a Topps, a Diamond Select, a Hallmark Cards, és a Cartamundi mind piacra dobott a filmhez kapcsolódó termékeket. A Lego videójátéka a korábbi filmekre alapult, míg a THQ mobiljátéka az új epizódra épített. A Lego ezen felül megjelentetett egy számítógép-animációs paródia-sorozatot, a Lego Indiana Jones and the Raiders of the Lost Brick (Lego Indiana Jones és az elveszett építődarab fosztogatói), melynek rendezője Peder Pedersen volt.
A Stern Pinball elkészítette az új Indiana Jones flippergépet Jon Borg tervezésében, ami mind a négy filmet magában foglalta. 2007 októbere és 2008 áprilisa között kiadták Az ifjú Indiana Jones kalandjai újravágott epizódjait három díszdobozos DVD formájában.
A Random House, a Dark Horse Comics, a Diamond Comic Distributors, a Scholastic és a DK különböző kiadványokat jelentetett meg, köztük A kristálykoponya királysága James Rollins által jegyzett regényváltozatát. Emellett a John Jackson Miller írásában és Luke Ross rajzaival készült, kétrészes képregényadaptáció, mind a négy film gyermekek számára írt regényváltozata, a szintén fiatalabb közönségnek szánt Indiana Jones Adventures képregény-sorozat és a hivatalos Indiana Jones Magazine is elérhetővé vált.

### Lakossági megjelenések
A film 2008. október 14-én jelent meg Blu-rayen és DVD-n Észak-Amerikában, mindkét kiadvány két lemezzel, de DVD-ből egylemezes verzió is a boltokba került. A gyűjtőknek szánt kiadásokkal a vásárló poszterekkel, képeskönyvvel és a kristálykoponya kicsinyített másával is gazdagodhatott. 2009. március 1-jével bezárólag A kristálykoponya királysága hordozóinak eladási mutatói 109,3 millió dolláros bevételen álltak.
Magyarországon szintén 2008 októberében jelent meg DVD-n a film műanyag tokos és fémdobozos változatban is, míg a Blu-ray-kiadás 2009 márciusában látott napvilágot. Az Xpress.hu online DVD-boltban exkluzív módon vált megvásárolhatóvá a DVD ajándékdobozos változata, kristálykoponya-replikával.

## Fogadtatás

### Box office
A Paramount Pictures csupán forgalmazója az Indiana Jones-filmeknek, amiknek védjegye a Lucasfilmet illeti; a munkálatokat megelőző szerződés értelmében a stúdió a bevétel 12,5%-ában részesült. Mivel a 185 millió dolláros költségvetés a tervezettnél magasabban alakult (eredetileg 125 millió körülire becsülték), Lucas, Spielberg és Ford lemondott a magas fizetségről, hogy a Paramount fedezni tudja a filmhez szükséges összes kiadást. Hogy a stúdió a forgalmazási díjon felül profithoz is jusson, a filmnek 400 millió dollár feletti összeget kellett gyűjtenie. Lucas, Spielberg, Ford és a kisebb részesedési megállapodással rendelkezők is ezen a ponton juthattak fizetségükhöz.
Az Indiana Jones és a kristálykoponya királysága május 22-én, csütörtökön került az észak-amerikai mozikba, s ezen a napon 25 millió dollárt hozott. Az ezt követő hétvége során további 100 millió dollárral növelte bevételét 4260 filmszínházból (az addigi harmadik legtöbb helyen vetített filmként), a nézettségi lista első helyén befutva; bemutatójának első öt napján világszerte 311 millió dollárt keresett a film. Hazájában a 2008-as év harmadik legnagyobb bevételre szert tevő bemutatója lett A kristálykoponya királysága, míg világviszonylatban a második helyre lépett elő (A sötét lovag mögé), s ezzel az örökranglista első 30 helyezettje közé is bekerült 780 millió dollár feletti bevételével, ami egyúttal a korábbi részeket is messze meghaladja – infláció figyelembevételétől eltekintve.
Magyarországon a UIP-Duna Film mutatta be a filmet, szinkronizáltan, 41 kópián. Az első hétvégén Budapesten 51 ezer néző váltott jegyet a filmre, vetítésenként több mint 100 ezer forintos bevételt generálva, ami kiemelkedő eredménynek számít. A hónap végéig, azaz tíz nap leforgása alatt országosan 129 ezer fő látta A kristálykoponya királyságát 2198 vetítésen, ami 143 millió forintos bevétellel járt. Forgalmazása végéhez érve a film közel 289 ezres közönséget jegyzett, 307 millió forintos bevétel mellett, ami 9340 előadás során gyűlt össze. Ezzel a teljesítménnyel a film 2008-ban a harmadik helyezést érte el bevétel szempontjából a Mamma Mia! és a Madagaszkár 2 mögött, míg nézettség tekintetében a negyedik pozíciót érdemelte ki (a már említett két produkciót és a Kung Fu Pandát követve). A következő esztendőben azonban a 2008 decemberében bemutatott Valami Amerika 2 is megelőzte mindkét vonatkozásban.
| Külföldi jegybevétel | Külföldi jegybevétel | Külföldi jegybevétel | Magyarországi adatok | Magyarországi adatok |
| Egyesült Államok     | Többi nemzet         | Összesen             | Jegybevétel          | Nézőszám             |
| $317 101 119         | $469 534 914         | $786 636 033         | 306 964 468 Ft       | 288 712 fő           |

### Kritikai visszhang és bírálatok
A film javarészt pozitív visszajelzéseket kapott. A Rotten Tomatoes weboldal összesítése szerint a több mint 245 újságíró 77%-a alkotott kedvező véleményt a filmről. A konszenzus szerint „Noha a cselekmény elemei egyértelműen ismerősek, az Indiana Jones és a kristálykoponya királysága kellően izgalmas és Harrison Ford több mint szívesen látott ismét a címszerepben.” Egy másik recenziós oldalon, a pontszámok alapján osztályozó Metacriticen 65-ös értéket ért a film a 100-ből, ami „általában kedvező kritikákat” jelent. A The Associated Press jelentése szerint a film „tisztességes – de távolról sem fényes” fogadtatásban részesült, mivel „van, akinek az első sajtóvetítésen tetszett, van, aki jónak és élvezetesnek, noha sablonosnak találta, s van, aki szerint nem érte meg kivárni a 19 évet...” A USA Today közlése szerint a vélemények „megosztottak” voltak, s a kritikusok úgy érezték, „a filmet aláássák a kiszámítható fordulatok és a gázos speciális effektek.” Roger Ebert, az egyik legmegbecsültebb filmkritikus 3,5 csillagra értékelte A kristálykoponya királyságát a lehetséges 4-ből – akárcsak Az utolsó kereszteslovagot annak idején –, mondván, „megint ugyanaz, megint a régi nóta,” azonban „ezt is akartam látni.” James Berardinelli online kritikus 2 csillagot adott a maximális 4-ből a filmnek, mivel „a sorozat legélettelenebb darabjának” érezte, s szerinte „egyszerűen [nem] egy jó filmről van szó.”
A vegyes rajongói reakciók nem lepték meg Lucast, akinek már volt része ilyesmiben a Star Wars-előzmények kapcsán. „Mindannyiunkat megdobálnak majd paradicsommal” – jósolta a filmsorozat megalkotója. „De jó móka volt elkészíteni.” Egyes rajongók, akik elégedetlenek voltak a filmmel, megalkották a „nuking the fridge” frázist a film hűtőgépes jelenete után, amit filmsorozatok azon pontjára használnak, mikor a széria túljut csúcsán, s átlép egy bizonyos határt az abszurditás felé, vagyis a kifejezés hasonló a „jumping the shark”-hoz. Az interneten széles körben elterjedt szólást a Time magazin #5-nek választotta a 2008-as év felkapottá vált kifejezéseinek tízes listáján. A filmnek paródiája is született. A South Park Nagy zűr nagy Kínával című epizódját öt hónappal A kristálykoponya királysága bemutatóját követően sugározták a televízióban. David Koepp a kedvezőtlen felhajtásra így reflektált: „Tudtam, hogy földbe döngölnek majd jó pár helyről [de] ami tetszett a film szereplésében, az az, hogy kifejezetten népszerű volt a családok körében. Örültem, hogy a családok keblükre ölelték.”
A kristálykoponya királyságát BAFTA-ra jelölték a legjobb speciális vizuális effektusok kategóriában, s jelölték legjobb akciófilmként a 2009-es Critics' Choice Awardson. A Saturn-díjakért hatszorosan szállt versenybe: a legjobb science fiction film, a legjobb rendező, a legjobb színész (Ford), a legjobb mellékszereplő színész (LaBeouf), a legjobb speciális effektusok és a legjobb jelmez közül a legutóbbiért kapta is meg az elismerést. A Vizuális Effekt-közösség négy díjra terjesztette fel: legjobb különálló vizuális effekt (a völgy pusztulása), legjobb háttérfestés, legjobb modellek és miniatűrök és a legjobb mesterséges környezet egész estés filmben (a templom beltere), azonban egyikben sem aratott győzelmet (kétszer A sötét lovagtól szenvedett vereséget). Több szakmai szervezet is a jelöltjei között tudta a filmet, így a díszlettervezők, a hangvágók és a színészek, utóbbiak a kaszkadőrmunkára figyeltek fel. Az 51. Grammy-díjátadón John Williams díjban részesült a Mutt Williamshez komponált témájáért, de jelölték a teljes filmzenét is. Az Arany Málna szemléjén a filmet szavazták meg az év legrosszabb folytatásának. A negyedik Indiana Jones-kalandot az Empire magazin a 453. helyre sorolta 2008-ban közölt listáján, melyen minden idők 500 legjobb filmjét rangsorolták.
Az Orosz Kommunista Párt a film betiltásáért kiáltott, a Szovjetunió démonizálásával vádolva a film alkotóit. Andrej Andrejev a párt képviseletében azt mondta: „Nagyon nyugtalanító, ha tehetséges rendezők egy új hidegháborút akarnak kiprovokálni.” Egy másik tag arra hívta fel a figyelmet, hogy „1957-ben a USSR nem terroristákat küldött Amerikába, hanem a Szputnyikot a világűrbe!” Spielberg úgy reagált a vádakra, hogy ő maga is orosz, hiszen felmenői Ukrajnából származnak, s így magyarázta az oroszok bevonását a történetbe: „Mikor úgy döntöttünk, hogy a negyedik rész 1957-ben fog játszódni, nem volt más választásunk, minthogy az oroszokat tegyük meg ellenségnek. A második világháború épp véget ért, s megkezdődött a hidegháború. Az Egyesült Államoknak nem volt más ellensége akkoriban.” A filmet szintén bírálatok érték a peruiak és a spanyol ajkúak részéről Peru ábrázolása miatt.